# L'Ultime Souper
Pour plus de détails, voir Fiche technique et Distribution.
L'Ultime Souper (The Last Supper) est un film américain réalisé par Stacy Title sorti en 1995.

## Synopsis
Jude, Pete, Paulie, Marc et Luke sont cinq étudiants de l'Iowa aux idées de gauche et progressistes. Pete, en panne de voiture, est dépanné par Zack, un vétéran de la guerre du Golfe, et le groupe invite ce dernier à dîner. Mais, au cours du repas, Zack s'avère être un raciste et nie la véracité de l'Holocauste. La conversation dégénère et Zack, après avoir menacé de violer Paulie, casse le bras de Pete avant d'être poignardé à mort par Marc. Le groupe décide alors d'enterrer le cadavre dans leur jardin.
Sous l'initiative de Luke, le groupe décide de nettoyer le monde de ceux qu'ils estiment potentiellement dangereux en invitant à dîner chaque dimanche soir des extrémistes de toutes sortes et en leur donnant au cours du repas l'occasion de changer d'avis sur leurs convictions personnelles. Si l'invité ne change pas d'opinion, il est empoisonné pendant le dessert avec de l'arsenic mélangé à du vin. Triés sur le volet, les invités et les meurtres à l'arsenic se succèdent : un révérend homophobe, un misogyne nationaliste, un néo-nazi, un anti-écologiste, une militante anti-avortement, etc. Après une dizaine de meurtres, et autant de cadavres enterrés dans le jardin, les cinq étudiants, Luke mis à part, commencent à avoir des doutes sur leurs actions et épargnent leur dernière invitée, une adolescente opposée à l'éducation sexuelle.
Le shérif Stanley, qui enquête sur le meurtre d'une jeune fille dont Zack est le principal suspect, vient interroger les étudiants et trouve leur comportement suspect. Luke la surprend dans le jardin après l'un des meurtres et la tue elle aussi, à l'insu des autres. Luke et Pete rencontrent alors par hasard le présentateur d'émission télévisée Norman Arbuthnot, aux idées très conservatrices, et l'invitent à diner, le groupe s'accordant sur le fait que ce sera la dernière fois. Mais, dans le privé, Arbuthnot ne se révèle pas du tout être la même personne qu'à la télévision et présente des arguments très convaincants. Alors que le repas touche à sa fin, le groupe se réunit dans la cuisine pour décider du sort d'Arbuthnot. Après une vive explication, Luke finit par être dissuadé par ses amis de tuer leur invité. Pendant ce temps, Arbuthnot inspecte la pièce et trouve des indices des activités meurtrières du groupe. Quand les étudiants reviennent, il leur propose un toast mais regrette de ne pas pouvoir se joindre à eux, affirmant avoir déjà trop bu. La dernière image du film est une peinture des cinq étudiants inanimés sur le sol et d'Arbuthnot debout à côté de la carafe de vin empoisonné.

## Fiche technique
- Titre français : L'Ultime Souper
- Titre original : The Last Supper
- Titre québécois : Le Dernier Invité
- Réalisation : Stacy Title
- Scénario : Dan Rosen
- Musique : Mark Mothersbaugh
- Montage : Luis Colina
- Photographie : Paul Cameron
- Décors : Linda Burton
- Costumes : Leesa Evans
- Production : Matt Cooper, Larry Weinberg
- Sociétés de production : The Vault, Inc.
- Société de distribution : Sony Pictures Releasing, Columbia TriStar Films
- Pays d'origine :  États-Unis
- Langue originale : anglais
- Format : couleur — 1,85:1 — son Dolby — 35 mm
- Genre : comédie noire, thriller
- Durée : 92 minutes
- Dates de sortie : 
  - Canada : 8 septembre 1995 (Festival international du film de Toronto)
  - États-Unis : 5 avril 1996
  - France : 14 août 1996

## Distribution
- Cameron Diaz (VF : Déborah Perret) : Jude
- Ron Eldard (VF : Denis Laustriat) : Pete
- Annabeth Gish (VF : Dominique Chauby) : Paulie
- Jonathan Penner (VF : Jean-Philippe Puymartin) : Marc
- Courtney B. Vance (VF : Emmanuel Jacomy) : Luke
- Ron Perlman (VF : Michel Vigné) : Norman Arbuthnot
- Bill Paxton (VF : Bernard-Pierre Donnadieu) : Zachary Cody
- Nora Dunn (VF : Danielle Volle) : le shérif Alice Stanley
- Dan Rosen : l'inspecteur adjoint Hartford
- Charles Durning : le révérend Gerald Hutchens
- Mark Harmon (VF : Philippe Bellay) : le machiste
- Rachel Chagall : l'activiste anti-avortement
- Jason Alexander : l'anti-environnementaliste
- Elisabeth Moss : Jenny Tyler

## Accueil
Petit film indépendant distribué dans très peu de salles, L'Ultime Souper n'a pas eu de succès commercial lors de sa sortie au cinéma, attirant dans les salles 335 511 spectateurs en France et 259 930 spectateurs aux États-Unis,.

### Accueil critique
Le film recueille 65 % de critiques positives, avec un score moyen de 6/10 et sur la base de 31 critiques collectées, sur le site internet Rotten Tomatoes.

## Distinctions
Le film a remporté en 1996 le Grand prix du Festival du film policier de Cognac et a été nommé pour le prix du meilleur film à la MystFest.